# Domenica di sangue di Bydgoszcz

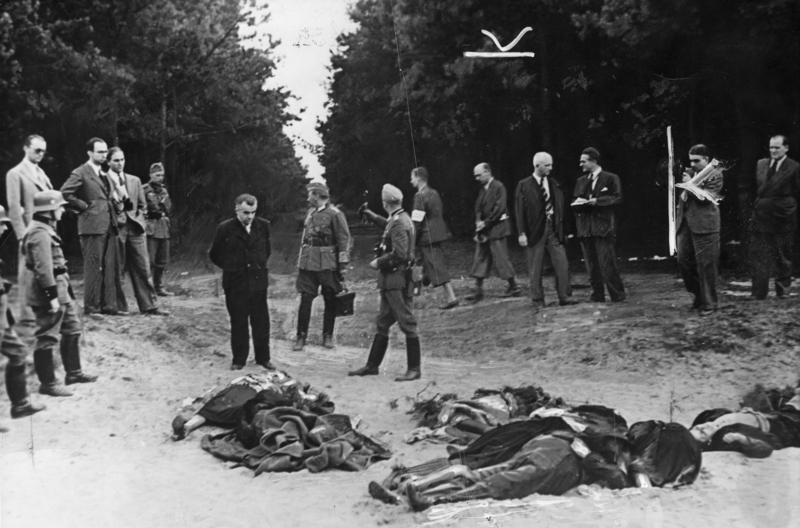
Soldati della Wehrmacht e giornalisti insieme alle vittime tedesche della Domenica di sangue. La foto venne utilizzata dalla stampa nazista e porta i segni di ritaglio del redattore, che mostra la parte dell'immagine che era destinata ad essere utilizzata nella pubblicazione.

La Domenica di sangue di Bydgoszcz (in tedesco Bromberger Blutsonntag; in polacco Krwawa niedziela) fu il nome scelto dai funzionari della propaganda nazista per una sequenza di eventi che ebbe luogo a Bydgoszcz (in tedesco Bromberg), una città polacca con una considerevole minoranza tedesca, tra il 3 e 4 settembre 1939, durante l'invasione tedesca della Polonia.
La sequenza degli eventi iniziò con un attacco dei cecchini Selbstschutz tedeschi alla ritirata delle truppe polacche, seguita dalla reazione polacca e quindi, dopo la caduta della città, dalle ritorsioni contro gli ostaggi polacchi catturati dalla Wehrmacht e dai Selbstschutz: tutto ciò portò alla morte dei civili tedeschi e polacchi. L'indagine dell'Istituto della Memoria Nazionale polacco riporta e conferma 254 vittime di confessione luterana (assunte come vittime delle minoranze tedesche), 86 vittime di confessione cattolica (assunte come vittime civili polacche) e 20 soldati polacchi morti. Circa 600-800 ostaggi polacchi vennero fucilati in un'esecuzione di massa all'indomani della caduta della città.
Dopo che i tedeschi presero la città, uccisero circa 1.200-3.000 civili tra polacchi ed ebrei, come parte dell'operazione Tannenberg. Il luogo dell'esecuzione divenne noto come la Valle della Morte: tra gli assassinati ci furono il rettore di Bydgoszcz, Leon Barciszewski, mentre cinquanta prigionieri di guerra polacchi provenienti da Bydgoszcz vennero poi falsamente accusati nei tribunali sommari nazisti della Sondergericht Bromberg di aver partecipato alla "Domenica di sangue" e quindi fucilati.
Il termine "Domenica di sangue" venne appositamente creato e diffuso dai funzionari della propaganda nazista. Un'istruzione rilasciata alla stampa riporta:"[...] dovete mostrare le notizie sulla barbarie dei polacchi a Bromberg. L'espressione 'Domenica di sangue' deve entrare come termine permanente nel dizionario e circumnavigare il globo. Per questo motivo, questo termine deve essere sempre sottolineato."

## Antefatti
La città di Bydgoszcz (Bromberg) fece parte della Confederazione polacco-lituana fino al 1772, quando venne annessa al Regno di Prussia durante la prima spartizione della Polonia; passò dalla Prussia alla Germania nel 1871 e divenne quindi parte dell'Impero tedesco fino alla fine della prima guerra mondiale. Nel febbraio 1920, il trattato di Versailles assegnò la città e la regione circostante alla Seconda Repubblica polacca, nella regione amministrativa della Pomerania e di conseguenza alcune persone di etnia tedesca lasciarono la regione per spostarsi in Germania. Nel corso del periodo interbellico, la popolazione tedesca diminuì ulteriormente. Il censimento polacco del 1931 riportò che la popolazione tedesca nella città contava 117.200 persone; secondo lo storico tedesco Hugo Rasmus, di questi ne erano rimasti soltanto circa 10.000 nel 1939.
L'emergere del partito nazista in Germania fu di impatto anche sulla vita politica di questa città. Adolf Hitler rivitalizzò il movimento völkisch, facendo appello alla minoranza tedesca residente al di fuori dei confini della Germania del dopoguerra tra cui reclutò dei membri per lo spionaggio nazista. L'obiettivo esplicito di Hitler era di creare uno Stato tedesco più grande annettendo i territori abitati dalle minoranze tedesche. Nel marzo 1939, queste ambizioni, le accuse di atrocità su entrambi i lati del confine tedesco-polacco, la diffidenza, e il crescente sentimento nazionalista nella Germania nazista portarono al totale deterioramento delle relazioni polacco-tedesche. Le richieste di Hitler per il Corridoio di Danzica, abitato da polacchi, e la resistenza polacca ai tentativi di annessione nazista alimentarono le tensioni etniche. Per mesi, prima della Campagna di Polonia del 1939, i giornali e i politici tedeschi, come lo stesso Adolf Hitler, diedero vita ad una campagna di propaganda nazionale ed internazionale accusando le autorità polacche di organizzare o di tollerare la violenta pulizia etnica dell'etnia tedesca residente in Polonia. In seguito allo scoppio del conflitto il 1º settembre 1939, le dichiarazioni nei confronti delle persecuzioni nei confronti dell'etnia tedesca che si sostenesse si fossero verificate in Polonia, in particolare a Bydgoszcz, continuarono ad apparire sulla stampa nazista.
I diritti e le condizioni della minoranza tedesca in Polonia furono di gran lunga migliori rispetto a quelli della minoranza polacca in Germania (circa 1,5 milioni di persone): fu così che la maggior parte degli attivisti culturali polacchi finirono nei campi di concentramento tedeschi.

## L'incidente

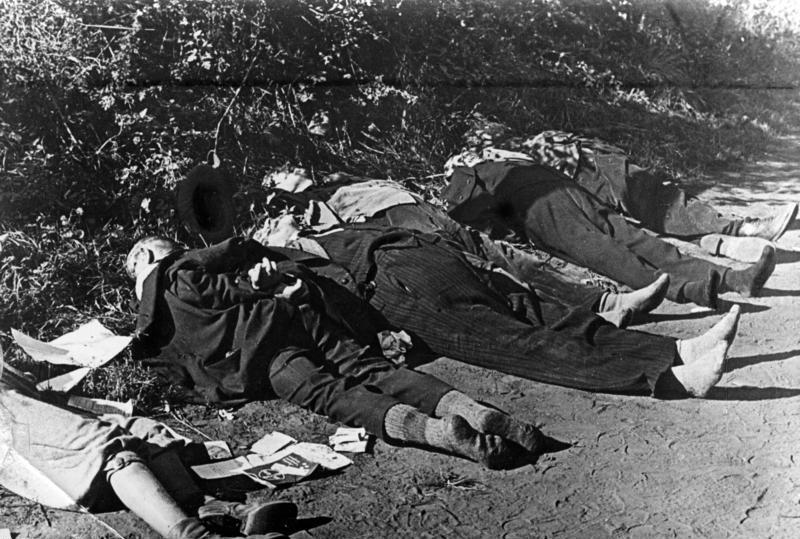
I cadaveri di etnia tedesca a Bromberg.

A partire dai primi di settembre, l'organizzazione d'intelligence nazista Abwehr riferì, in documenti preparati dal generale Erwin Lahousen, che i sabotatori armati tedeschi operanti dietro la linea del fronte a Bydgoszcz avevano subito pesanti perdite. Le loro operazioni, coordinate dai residenti dell'Abwehr a Bydgoszcz-Grischner, sono documentate nei rapporti operativi e nei piani negli archivi dell'Abwehr. Tra i compiti assegnati ai gruppi di sabotatori armati documentati negli archivi tedeschi c'erano: far saltare in aria la sede principale dell'organizzazione tedesca Deutsche Vereinigung, l'ufficio passaporti Deutsche Passstelle, la scuola privata tedesca, incendiare il teatro e gli uffici tedeschi del Jungdeutsche Partei. Queste operazioni sono documentate come coordinate e organizzate dalle SS. Inoltre, uno speciale gruppo di sabotaggio dell'Abwehr era situato a Bydgoszcz, secondo i registri tedeschi del dipartimento dell'Abwehr Breslau, chiamato Sabotage-Organisationen Gruppe 12, il cui compito era quello di far saltare una centrale elettrica locale e interrompere le comunicazioni telefoniche tra Inowrocław e Toruń.
Oltre a questi gruppi di sabotaggio a Bydgoszcz, l'Abwehr aveva registrato nei suoi documenti anche i gruppi paramilitari che si erano formati in città. Secondo i documenti tedeschi conservati nel Bundesarchiv-Militärarchiv di Friburgo, essi contavano 150 membri nell'organizzazione Kampf sotto la guida di un tedesco locale di nome Kleiss che facevano parte a loro volta di una formazione militare più ampia coordinata da Poznan, che contava complessivamente 2077 membri. Oltre a questo gruppo, a Bydgoszcz venne formata anche un'unità combattente di 10 membri sotto il comando di un tedesco di nome Otto Meister, che ricevette gli ordini dall'ufficio locale di Breslavia dell'Abwehr. Entro la fine di agosto, poco prima che avesse luogo l'invasione, la polizia polacca condusse diversi arresti durante i quali trovarono esplosivi, fasce e pistole.
Nella notte tra il 2 e il 3 settembre alcuni sabotatori tedeschi vestiti con uniformi polacche svegliarono gli abitanti di due distretti di Bydgoszcz, dicendo loro di scappare perché la Polonia era stata sconfitta; di conseguenza un numero significativo di civili venne preso dal panico e iniziò a fuggire dalla città. La fuga caotica interruppe e limitò i movimenti dell'esercito polacco sulle strade.
La mattina del 3 settembre, alcuni tedeschi che erano in buoni rapporti con i loro vicini polacchi iniziarono ad avvertirli di nascondersi perché "qualcosa di brutto accadrà in città", offrendo loro rifugio a condizione di nascondersi entro le 10 del mattino, ma dichiararono di non poter rivelare i dettagli su ciò che sarebbe accaduto.
Mentre il contingente dell'esercito polacco (9ª, 15ª e 27ª Divisione fanteria dell'Armata della Pomerania) si stava ritirando attraverso Bydgoszcz, venne attaccato dagli irregolari tedeschi dall'interno della città. Secondo un testimone britannico, un'unità di artiglieria polacca in ritirata venne colpita dai tedeschi dall'interno di una casa; i polacchi risposero al fuoco e successivamente vennero colpiti da una chiesa gesuita. Nel combattimento che ne seguì entrambe le parti subirono delle perdite; gli insorti tedeschi armati, catturati senza uniforme, vennero giustiziati sul posto e vennero segnalati anche alcuni linciaggi di massa. Un'indagine polacca nel 2004 concluse che le truppe polacche erano state colpite dai membri della minoranza tedesca e dagli agenti dell'intelligence militare tedesca (Abwehr): vennero uccisi circa 40-50 polacchi e tra 100 e 300 tedeschi.

## Propaganda nazista
Il ministero della Propaganda di Goebbels sfruttò pesantemente gli eventi per cercare di ottenere il sostegno in Germania per l'invasione. Come ha scritto lo storico britannico Ian Kershaw:
Il decreto segreto di Hitler del 4 ottobre 1939, affermò che tutti i crimini commessi dai tedeschi tra il 1º settembre 1939 e il 4 ottobre 1939 non dovessero essere perseguiti.
L'indagine di The Wehrmacht War Crimes Bureau nel 1939-1940 affermò che gli eventi furono il risultato del panico e della confusione tra le truppe polacche. L'indagine della Wehrmacht incluse l'interrogatorio dei soldati polacchi prigionieri, dell'etnia tedesca di Bydgoszcz e dei villaggi circostanti e dei civili polacchi. I corpi delle vittime vennero esumati e venne valutata la causa della morte e il possibile uso di fucili militari.

## Rappresaglie ed atrocità tedesche
Gli eventi vennero seguiti da rappresaglie tedesche ed esecuzioni di massa di civili polacchi. In una rappresaglia, un certo numero di civili polacchi vennero giustiziati da unità militari tedesche dell'Einsatzgruppen, delle Waffen SS e della Wehrmacht. Secondo lo storico tedesco Christian von Raitz Frentz, 876 polacchi vennero processati dal tribunale tedesco per il coinvolgimento nelle vicende della Domenica di sangue prima della fine del 1939: 87 uomini e 13 donne vennero condannati senza diritto di appello. Lo storico polacco Czesław Madajczyk riporta 120 esecuzioni e una successiva esecuzione di altri 20 ostaggi dopo che un soldato tedesco sembra sia stato attaccato da un cecchino polacco.
Secondo la versione tedesca, i cecchini polacchi attaccarono le truppe tedesche a Bydgoszcz per diversi giorni (fonti e testimoni polacchi non confermati). Il governatore tedesco, il generale Walter Braemer comandante della zona militare di retroguardia, nei giorni successivi ordinò l'esecuzione di 80 ostaggi polacchi. Entro l'8 settembre, vennero uccisi tra 200 e 400 civili polacchi. Secondo Richard Rhodes, un numero di boy scout vennero spinti nel mercato contro un muro e fucilati; anche un prete che si precipitò ad amministrare l'ultimo sacramento venne fucilato. Gli omicidi continuarono per tutta la settimana; furono uccisi 34 commercianti della città, così come molti altri cittadini importanti.
Molti polacchi, in particolare gli intellettuali e gli ebrei, vennero scelti per la deportazione, o uccisi. Più di 20.000 cittadini polacchi di Bydgoszcz (cioè il 14% della popolazione) vennero fucilati durante l'occupazione o morirono nei campi di concentramento.

## Il dibattito nella cultura
Il numero esatto delle vittime della Domenica di sangue è controverso. Peter Aurich, pseudonimo del giornalista tedesco Peter Nasarski, riporta 366 morti civili tedeschi a Bydgoszcz, mentre Hugo Rasmus ne calcola almeno 415. Altri due storici polacchi, Włodzimierz Jastrzębski e Czesław Madajczyk, stimano le morti etniche tedesche a 103 (Jastrzębski), e a circa 300 (150 il 3 settembre, il resto nei giorni successivi). Gli storici polacchi fanno notare che dal momento che queste perdite si verificarono durante il combattimento vero e proprio, la maggior parte dei civili vanno posti a carico degli incidenti tipici in condizioni di combattimento urbano, sostenendo anche che le perdite civili potrebbero essersi verificate quando la città venne attaccata dall'aeronautica tedesca. Il bombardamento della città da parte della Luftwaffe è confermato dai testimoni tedeschi, la propaganda nazista rafforzò la percezione polacca della minoranza tedesca come ostile, e durante l'invasione riferì che la minoranza tedesca stava aiutando le forze di occupazione contribuendo ai fraintendimenti polacchi, dato che i polacchi si aspettavano che la minoranza tedesca fosse attivamente ostile.
Un dibattito più ampio riguarda la questione se, come suggerisce la storiografia polacca, esistesse veramente una quinta colonna tedesca nella città che aprì il fuoco contro le truppe polacche (e nel caso, se fosse composta da membri della minoranza tedesca di Bydgoszcz), o se, come sostengono i critici della storiografia tedesca, le truppe polacche (o i civili in preda al panico) reagirono eccessivamente nella confusione e spararono ai civili tedeschi innocenti. Questo dibattito è stato risolto dall'indagine sugli archivi tedeschi, che ha confermato l'esistenza di diversi gruppi di eversione e sabotaggio a Bydgoszcz supervisionati da organizzazioni d'intelligence della Germania nazista. Tra i tedeschi uccisi nei combattimenti, gli storici identificarono Otto Niefeldt, un agente dell'Abwehr di Stettino.
Il racconto di Peter Nasarski venne definito da Harry Gordon uno dei racconti più approfonditi; il suo lavoro è comunque generalmente rifiutato in Polonia, forse perché usa indiscriminatamente le diverse testimonianze raccolte dagli ufficiali nazisti. Secondo Nasarski, dopo che le forze di polizia si ritirarono da Bydgoszcz, i civili polacchi accusarono molti tedeschi di aver aggredito i soldati polacchi e giustiziarono tutti coloro che cercarono di difenderli, sia polacchi che tedeschi. Rasmus attribuisce la situazione alla confusione e alla disorganizzazione delle forze polacche in città. Von Frentz scrisse che "a Bydgoszcz, l'evento venne probabilmente causato dalla confusione tra i soldati in rapida ritirata, la ripartizione generale dell'ordine pubblico e il panico tra la maggioranza polacca dopo due raid aerei tedeschi e la scoperta di un piccolo gruppo di ricognizione dell'esercito tedesco il giorno precedente." Cita i rapporti tedeschi nazisti sulle vittime civili e sulle atrocità, successivamente confermate da una commissione della Croce Rossa che i nazisti invitarono sulla scena. von Frentz inoltre rilevò che le testimonianze oculari delle atrocità commesse contro la popolazione tedesca sono inaffidabili quanto i racconti polacchi sulla quinta colonna. Mentre autori come Blanke scrivono che nessun tedesco etnico testimoniò sulla partecipazione all'evento, nel 2007 sono stati scoperti dei documenti nazisti che confermano che assistenza, rifornimenti e aiuti sono stati dati sia ai sabotatori tedeschi che alle loro famiglie. Negli studi del dopoguerra sulla collaborazione, nessun tedesco venne accusato in relazione alla Domenica di sangue. Un'altra teoria sulla quinta colonna è che le truppe polacche vennero prese di mira da unità avanzate dell'esercito regolare tedesco (Heer), o che i colpi vennero sparati da soldati polacchi nella confusione della ritirata di massa. Von Frentz sostiene che le truppe polacche e i civili massacrarono i civili tedeschi a causa della confusione.
Gli storici polacchi sostengono che la storiografia tedesca si basa su fonti della Germania nazista, ignorando le numerose fonti polacche. Storici polacchi, come Madajczyk, Jastrzębski, Karol Marian Pospieszalski, Ryszard Wojan e altri sostengono che le uccisioni vennero innescate quando i tedeschi, in abiti civili, aprirono il fuoco contro le truppe polacche (Jastrzebski poi cambiò il suo parere dopo aver iniziato a lavorare con le organizzazioni tedesche all'estero). I polacchi si vendicarono uccidendone molti e giustiziando i prigionieri in seguito. Gli storici polacchi come Pospieszalski e Janusz Kutta puntano ad un'operazione false flag nazista top secret, l'operazione Himmler, che ebbe luogo tra il 31 agosto ed il 1º settembre e venne progettata per dare l'illusione di un'aggressione polacca contro la Germania. Pertanto si sostiene che azioni come l'incidente di Gleiwitz e gli eventi a Bydgoszcz furono tutti parte di un più ampio piano nazista per screditare i polacchi. Altri storici polacchi, come Pospieszalski e Wojan sostengono le azioni degli agenti della quinta colonna tedesca potrebbero essere state deliberatamente mirate a produrre una situazione suscettibile e provocare quindi delle vittime civili tedesche con lo scopo di alimentare la propaganda nazista. Questo argomento venne criticato: Harry Gordon chiese se i tedeschi erano disposti a sacrificare i loro cittadini per i vantaggi della propaganda.

## Discussione recente
Il moderno consenso tra gli storici polacchi è che gli eventi costituirono un attacco alla popolazione e alle forze armate polacche da parte delle milizie tedesche.
Nel 2004, lo storico Tomasz Chinciński, in una pubblicazione di una ricerca dell'Istituto della Memoria Nazionale, confermò che la maggior parte degli storici concordano sul fatto che ebbe luogo un'"insurrezione" degli agenti arrivati dal Terzo Reich, così come di alcuni abitanti tedeschi di Bydgoszcz. Egli pubblicò un lavoro dettagliato su nuove prove di attività tedesca nel settembre del 1939 in Polonia. Numerose sono le testimonianze oculari polacche dell'azione di una quinta colonna tedesca che comprese i membri della minoranza locale; Pospieszalski citò dei testimoni multipli di almeno 46 casi di civili tedeschi che aprirono il fuoco contro le truppe polacche.
Ci sono numerosi rapporti dell'esercito polacco e di documenti tedeschi che confermano le azioni sabotatrici di polacchi tedeschi armati in altre città. Secondo gli storici tedeschi, tutti i membri della quinta colonna, se presenti in città, vennero infiltrati dalla Germania, non nativi di Bydgoszcz. I testimoni oculari vennero criticati da Richard Blanke. Nel 2004, Chinciński discusse le relazioni inedite dell'Armia Pomorze polacca, che registrarono "un diversivo su grande scala" a Bydgoszcz il 3 settembre e numerosi incidenti minori nella zona circostante in quel periodo.
Un certo numero di storici polacchi e tedeschi discussero il problema il 4 settembre 2006, presso l'Istituto Storico Tedesco di Varsavia. Chinciński discusse i documenti più recenti della Abwehr che dimostrano che ci furono davvero dei piani per la quinta colonna e per altre attività di diversione a Bydgoszcz; discusse la polarizzazione della storiografia dell'era comunista polacca, che minimizzò i casi di linciaggio polacchi dei tedeschi verificatisi a Bydgoszcz.
Lo storico tedesco Hans-Erich Volkmann notò altri problemi con la storiografia tedesca, delineando alcune delle inaffidabilità intrinseche nei primi studi del dopoguerra, che erano ancora significativamente influenzati dal periodo nazista, e che gli eventi di Bydgoszcz erano e ancora sono utilizzati per scopi politici. Nel 2007, dopo diversi anni di studio degli archivi tedeschi, vennero scoperti documenti in cui il generale Erwin Lahousen elogiava l'azione dei sabotatori tedeschi a Bydgoszcz e organizzava loro la consegna di rifornimenti e assistenza medica. Lo storico tedesco Jochen Böhler, nella sua pubblicazione sull'invasione della Polonia, pubblicata nel 2006, scrisse che nuovi documenti scoperti dagli archivi tedeschi dimostravano che i soldati polacchi erano stati attaccati da agenti dell'Abwehr e membri della minoranza tedesca.

### Approfondimenti
- Norman Davies, God's Playground, Oxford University Press, 2005, ISBN 0-19-925340-4,  p.331.
- (DE) Jochen Böhler, Auftakt zum Vernichtungskrieg. Die Wehrmacht in Polen 1939, Frankfurt, Fischer Taschenbuch Verlag, 2006,  p. 144, ISBN 3-596-16307-2.
- Christopher R. Browning, The Origins of the Final Solution: The Evolution of Nazi Jewish Policy, University of Nebraska Press,  p.442 (footnote 83).
- Alfred M. de Zayas: Die Wehrmachtuntersuchungsstelle. 6. erweiterte Auflage, Universitas 1998
- Włodzimierz Jastrzębski, Relacje bydgoskich Niemców o wydarzeniach z września 1939 roku zebrane w latach 1958–1961 i wcześniej w Republice Federalnej Niemiec
- (PL) Ryszard Wojan, Bydgoszcz Niedziela 3 września 1939, Poznań, Wydawnictwo Poznańskie, 1959.